# Rainer Kriester

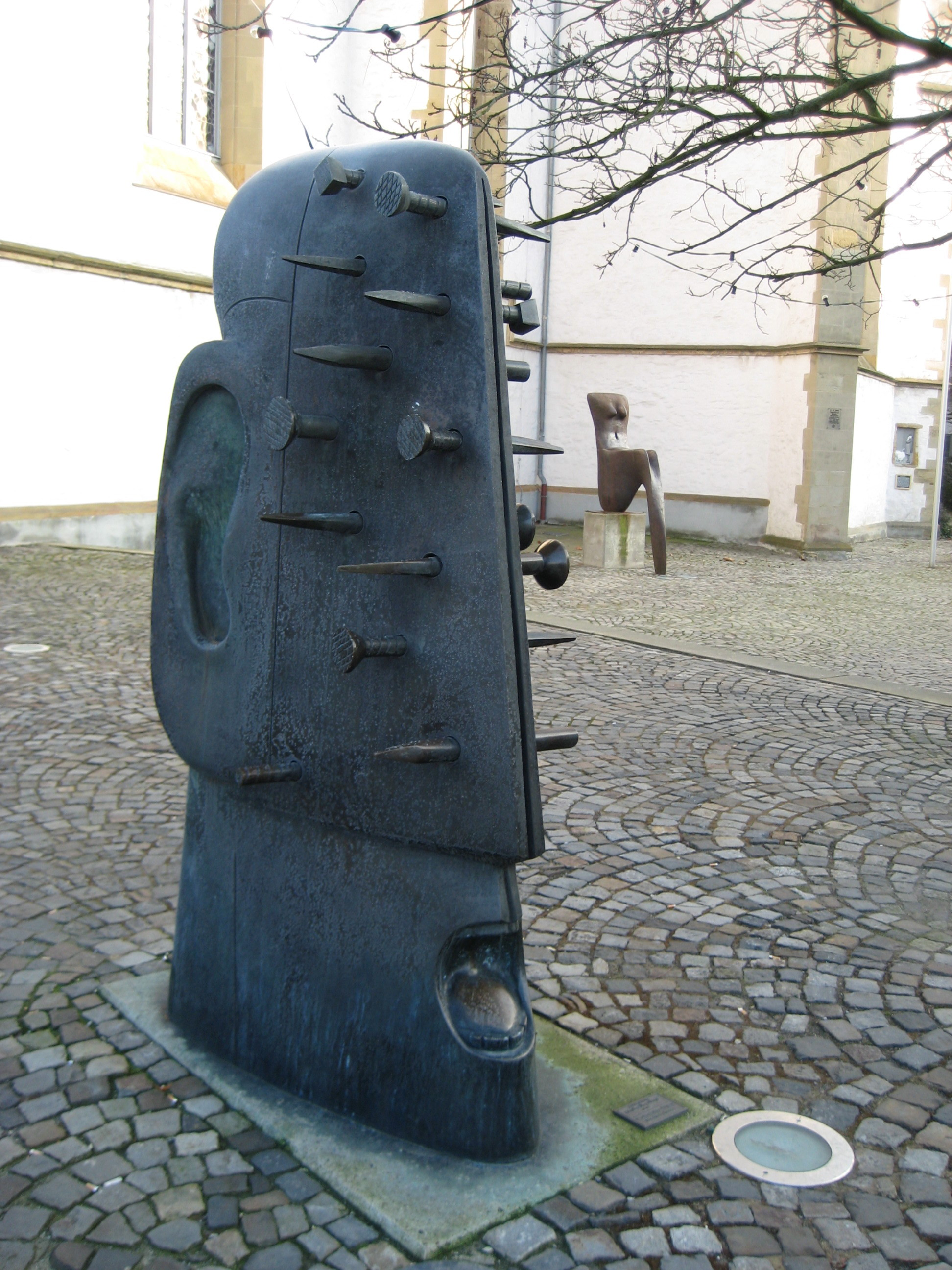
Nagelkopf (1981/82) in Osnabrück

Rainer Kriester (Plauen, 12 juni 1935 – Castellaro (Italië), 14 mei 2002) was een Duitse beeldhouwer.

## Leven en werk
Na aanvankelijk medicijnen te hebben gestudeerd vertrok hij in 1958 uit de toenmalige DDR en begon in 1961 aan de Kunsthochschule in Berlijn schilderkunst te studeren.
Vanaf 1970 ging hij zich hoe langer hoe meer als beeldhouwer profileren. Zijn eerste grote tentoonstelling vond in hetzelfde jaar plaats. Een groot deel van zijn werk bestaat uit sterk geabstraheerde koppen, die op allerlei manieren mond en zicht zijn ontnomen. Stekels en spijkers spelen daarbij een belangrijke rol.
Hij verlegde zijn werkterrein meer naar Italië, waar hij in 2002 overleed. Hij werd begraven in Vendone (Italië). Hier werd een beeldenpark ingericht met een 35-tal werken van zijn hand.

## Werken (selectie)

### Duitsland
Veel van zijn werken zijn geplaatst in de openbare ruimte van onder andere Berlijn, Goslar, Hannover en Osnabrück.

### Nederland
- Gorcum : Großes schwarzes Kopfzeichen II (1984)
- Utrecht: Gedankenkopf (1980)

## Fotogalerij

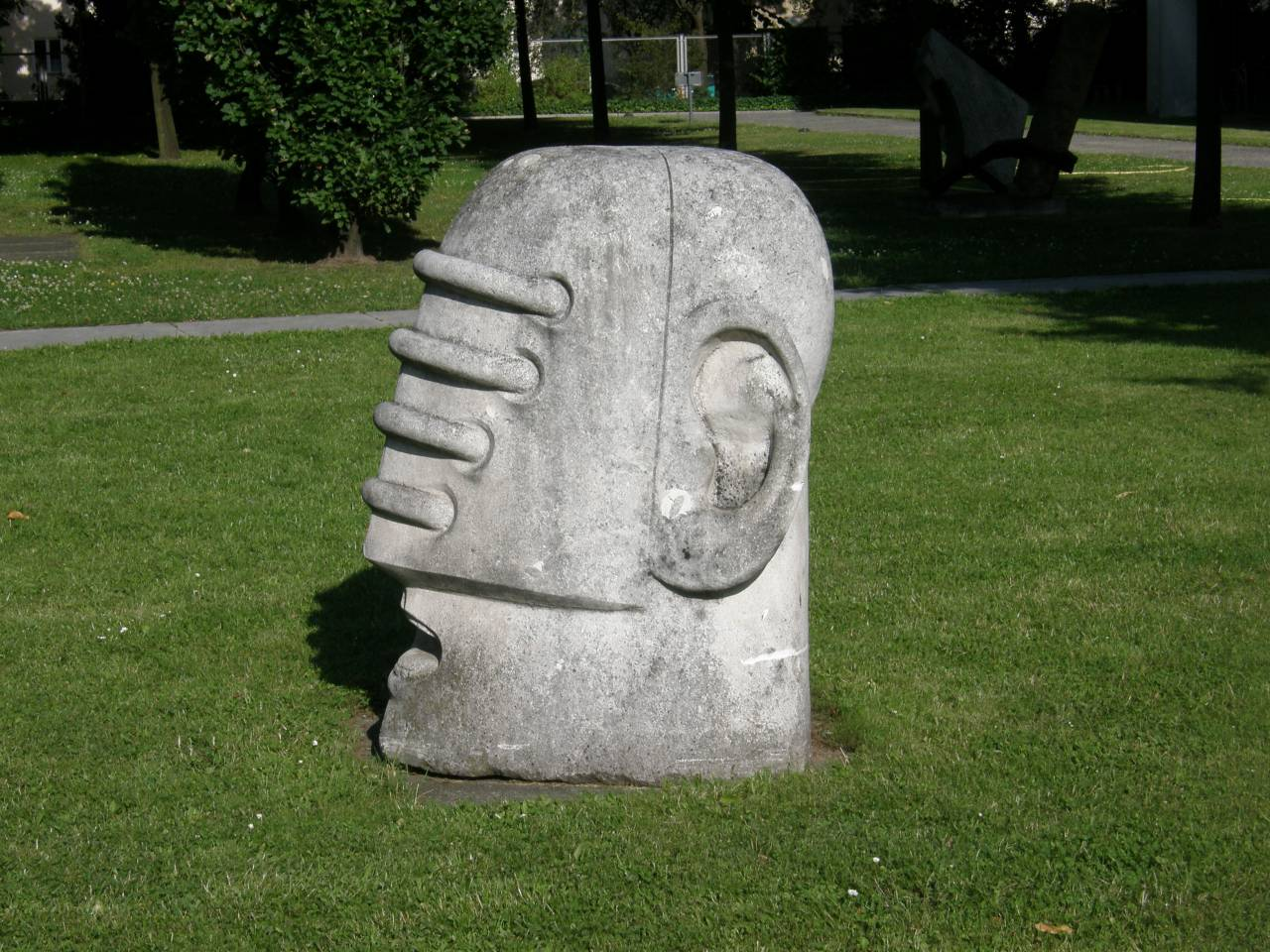
Meditationsraum (1976), Skulpturengarten AVK in Berlijn
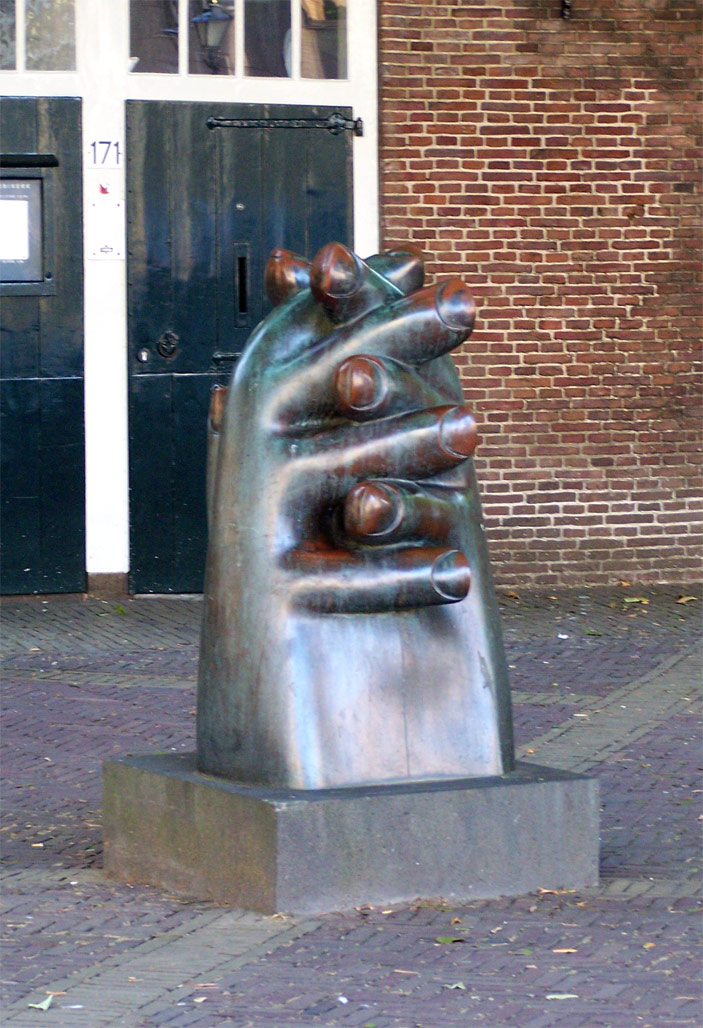
Gedankenkopf (1980) aan de St. Jacobsstraat in Utrecht
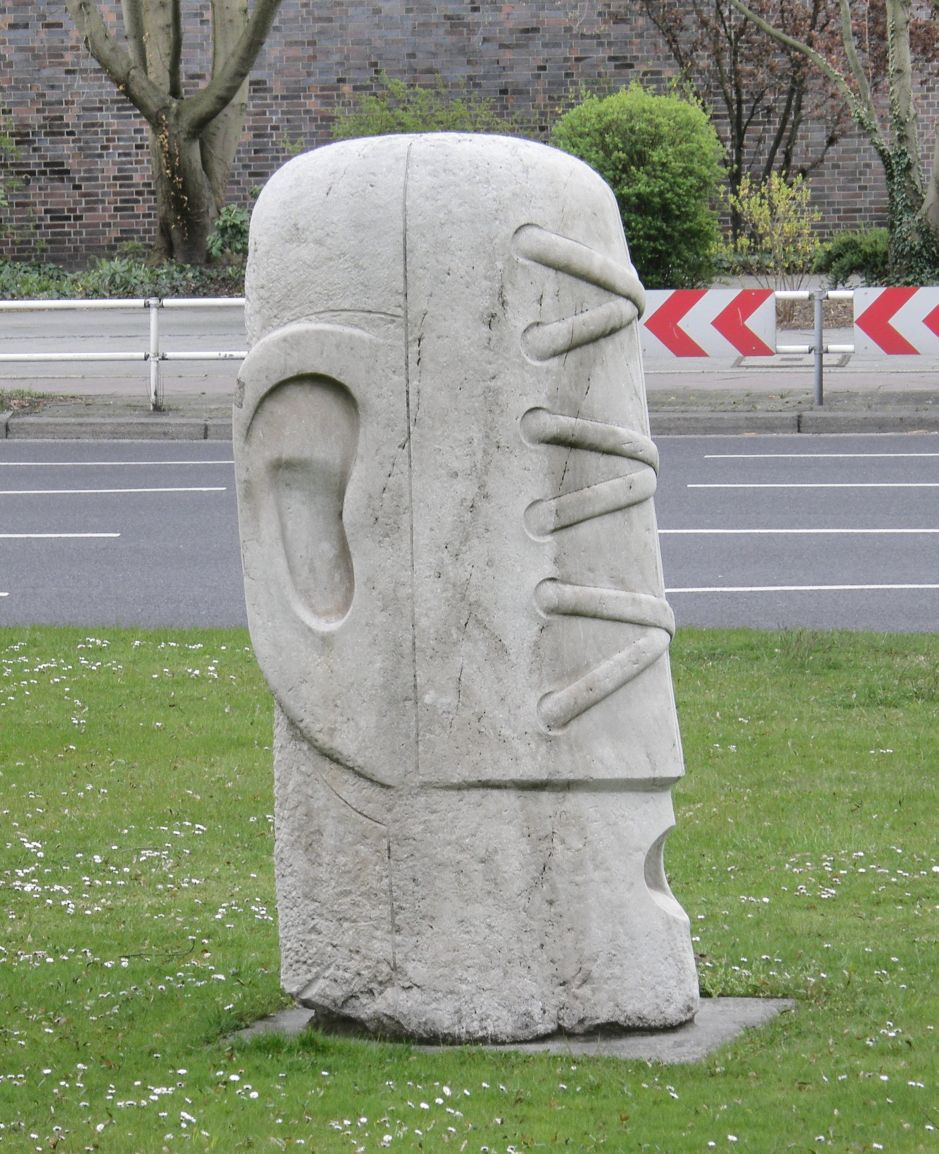
Zwei Köpfe: Großer verschnürter Kopf (1989) in Berlijn
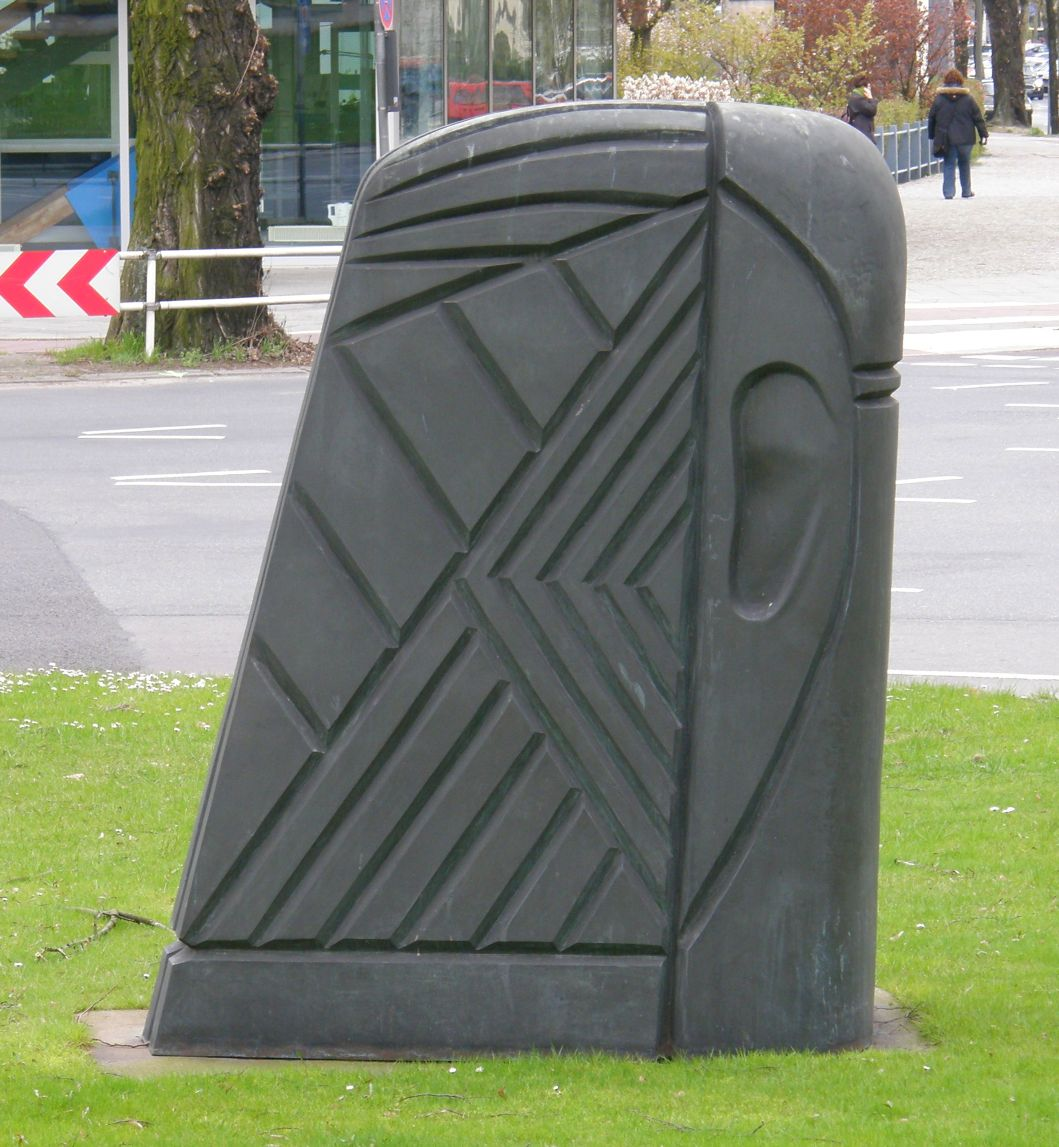
Zwei Köpfe: Großes Berliner Kopfzeichen (1989) in Berlijn
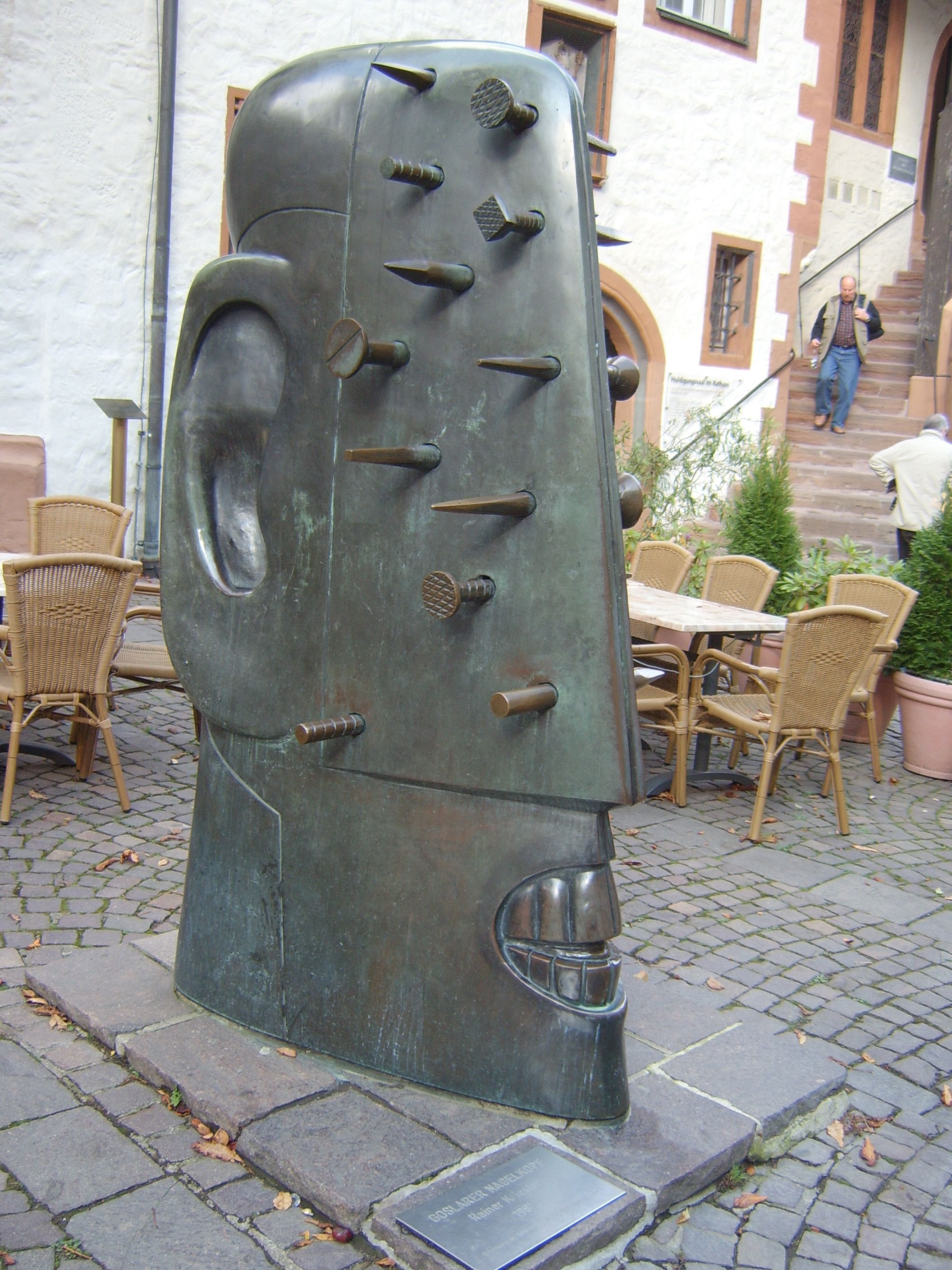
Nagelkopf in Goslar